# Fresnoy-Folny

Fresnoy-Folny este o comună în departamentul Seine-Maritime, Franța. În 1 ianuarie 2022 avea o populație de 689 de locuitori.